# Kościół św. Wawrzyńca w Wiedniu
Kościół św. Wawrzyńca w Wiedniu (niem. St. Laurentius Pfarrkirche, Breitensee) – neogotycki, rzymskokatolicki kościół parafialny w Wiedniu, położony w dzielnicy 14 – Penzing, przy Laurentiusplatz 2.

## Historia
Świątynia została wzniesiona w latach 1895 – 1898 w modnym wówczas stylu neogotyckim przez architekta Ludwiga Zatzkę (1857 – 1925), który był ze swoim dziełem związany osobiście (należał między innymi do inicjatorów stworzenia obiektu, a także, wraz z rodziną, wspierał finansowo budowę). Brat Ludwiga, Hans Zatzka, zaprojektował witraże dla kościoła (prezbiterium). Sam Ludwig uwiecznił się natomiast na chórze – istnieje tam jego popiersie. Współautorem projektu był Eduard Zotter.
Kościół zbudowany z cegły, z wysoką wieżą, stanowi dominantę urbanistyczną starej części Penzing, w której się znajduje.

## Komunikacja
Dojazd do świątyni zapewniają tramwaje Wiener Linien, linii 10 lub metro wiedeńskie – stacja Hütteldorfer Straβe (z kilkuminutowym dojściem).